# ムンシン 刺青
『ムンシン 刺青』（ムンシン いれずみ）は、2013年製作、2014年公開の日本映画。河本政則の映画初監督作品。バンド活動をしていた20代の頃から彫師になるまでを描いた、河本の自伝的作品である。
「ムンシン」（문신）は、韓国語で刺青を意味する。

## キャスト
- 柳川タクマ - 植田拓馬
- 石田ヒロミ - 内田達也
- 海道剛 - 八神湧
- 大山一樹 - 細川岳
- 彫強 - 海道力也
- 黒川麗子 - 若林奈緒子
- 志田翔子 - 吉永翔子
- 植田トモキ - 川上智樹
- 中川賢二 - 中川昌宏
- 柳川幸子（タクマの母） - 橘璃央
- 高橋誠（タクマの旧友） - 吾妻一久
- 猫のお姉 - 服部国男
- 大ちゃん - 吉田大介
- KEN - 中田賢作

## スタッフ
- 監督：河本政則
- 製作：TATTOO STUDIO NEEDLE
- 脚本：河本政則
- 企画：株式会社プロジェクト・コア
- 音楽：TOMOKI
- 撮影：吉永成吾
- 編集：吉永成吾
- 衣装：服部国男
- 録音：山崎本気
- 助監督：吉永成吾
- 照明：河本龍明
- メイク：細見彩子
- メイク（アシスタント）：加納千晶
- 翻訳（韓国語指導）：ムン・ヘソン